# FC Corvinul Hunedoara
Az FC Corvinul Hunedoara, teljes nevén Asociaţia Club Sportiv FC Corvinul Hunedoara 1921 egy romániai futballklub, melynek székhelye Vajdahunyadon található. A csapat jelenleg a Liga II-ben szerepel.
A klub otthona a 16 000 férőhelyes Complexul Sportiv Corvinul 1921 Hunedoara, amely 2011 és 2024 között Michael Klein labdarúgó nevét viselte. 

## Története
A csapat 1921-ben alakult meg. Nevét a Vajdahunyad környékéről származó Hunyadi-család román nevéről kapta. 1979 és 1992 között Mircea Lucescu volt a csapat edzője, aki később a román futball egyik legsikeresebb trénere lett.
A rendszerváltás után, 1992-ben kiesett a másodosztályba, majd megjárta a román klubfutball alsóbb osztályait is. 2023-ban a csapat hosszabb sikertelenség után visszajutott a másodosztályba. 2024-ben történetük során először megnyerték a román kupán, miután a döntőben 2-2-es döntetlen után tizenegyespárbajban legyőzték az FC Oțelul Galați együttesét.

### Névváltoztatások
- Corvinul Hunedoara: 1921–1943
- Uzinele de Fier Hunedoara: 1943–1948
- I.M.S Hunedoara:1948–1950
- Metalul Hunedoara: 1950–1956
- Energia Hunedoara: 1956–1958
- Corvinul Hunedoara: 1958–1962
- Siderurgistul Hunedoara: 1962–1964
- Metalul Hunedoara: 1964–1970
- Corvinul Hunedoara: 1970–2004
- Corvinul 2005 Hunedoara: 2005–2008
- FC Hunedoara: 2009–2016
- CS Hunedoara: 2016–2022
- Corvinul Hunedoara: 2022–

## Sikerei

### Bajnokság
- Liga I
  -  Harmadik helyezett (1): 1981-82
- Liga II
  -  Győztes (1): 1953, 1959-60, 1975-76, 1979-80
  -  Második helyezett (4): 1956, 1957–58, 1994–95, 2023–24
- Liga III
  -  Győztes (4): 1966–67, 2001–02, 2021–22, 2022–23
  -  Második helyezett (3): 1965–66, 2011–12, 2012–13
- Liga IV – Hunyad megye
  -  Győztes (2): 2009–10, 2017–18

### Kupa
- Román labdarúgókupa
  -  Győztes (1): 2023–24
- Román labdarúgó-szuperkupa
  -  Győztes (1): 2024

## Játékosok
| #  |     | Poszt | Név                 |
| -- | --- | ----- | ------------------- |
| 1  | ROU | K     | Cristian Blaga      |
| 3  | ROU | V     | Ionuț Pop           |
| 5  | ROU | KP    | Adrian Nicolae      |
| 6  | ROU | V     | Viorel Lică         |
| 8  | ROU | KP    | Antonio Bradu       |
| 10 | ROU | KP    | Alexandru Neacșa () |
| 13 | ROU | CS    | Alexandru Mihăilă   |
| 14 | ROU | CS    | Andrei Hergheligiu  |
| 15 | ROU | KP    | Alexandru Predică   |
| 17 | ROU | CS    | Darius Grigore      |
| 19 | ROU | KP    | Nicolae Pîrvulescu  |
| 20 | ROU | KP    | Alexandru Gîrbiță   |
| 21 | ROU | K     | Andrei Muțuliga     |

| #  |     | Poszt | Név                |
| -- | --- | ----- | ------------------ |
| 23 | MDA | KP    | Ion Cărăruș        |
| 27 | ROU | CS    | Lucas Câmpan       |
| 30 | ROU | V     | Antoniu Manolache  |
| 34 | MKD | CS    | Kristijan Ackovski |
| 36 | ROU | KP    | Alexandru Stupu    |
| 42 | BIH | KP    | Predrag Vladić     |
| 59 | BEL | KP    | Mehdi Lehaire      |
| 98 | ROU | V     | Mihai Velisar      |
|    | ROU | K     | Bogdan Ungureanu   |
|    | POR | V     | Pedro Albino       |
|    | ROU | V     | Yanis Răducanu     |
|    | NGA | KP    | Taiye Rasaq        |

## Külső hivatkozások
- Hivatalos weboldal
- FC Corvinul Hunedoara a Facebookon